# 坦克女郎
《坦克女郎》（英語：Tank Girl）是瑞秋·塔拉蕾执导的1995年美国科幻动作喜剧片，根据阿兰·马丁和杰米·休莱特在《最后期限》杂志原载的同名英国末日幻想漫画改编，主要演员包括罗莉·佩蒂、艾斯-T、娜奥米·沃茨和马尔科姆·麦克道威尔。剧情讲述地球遭受撞击灾难后十余年没有降雨，干旱肆虐的澳大利亚大部分水资源都被“水威力”公司掌控，反英雄坦克妹率领飞机妹和基因改造超级战士袋鼠人一起反抗水威力及其领导人克斯里的残暴统治。
塔拉蕾在拍摄处女作《猛鬼街6》期间看到《坦克女郎》漫画，然后从《最后期限》出版商汤姆·阿斯特那里争取到导演改编电影的许可。她聘请凯瑟琳·哈德威克担任艺术指导设计师，并在电影拍摄期间同马丁和休莱特密切合作。电影大部分镜头都是在新墨西哥州和亚利桑那州取景。电影的原声带获得评论界好评，由寇特妮·洛芙编曲。片中袋鼠人的化妆和假肢特效则是由斯坦·温斯顿领头的工作室负责。为了参与电影制作，温斯顿的工作室甚至主动将报价按以往标准减半，以期满足电影预算需要。
《坦克女郎》的商业表现不佳，2500万美元预算只取得约600万美元票房，而且所获评价也褒贬不一并以负面为主。马丁和休莱特此后一直对本片的创作持负面态度。塔拉蕾声称，电影反响不佳主要是因为她对电影的后期剪辑缺乏控制权，完全是由制片公司主导。虽然商业和评价上都不成功，但《坦克女郎》此后一直被誉为邪典电影和漫画改编电影的典范之作，片中的女权主义主题也成为多部著作的分析素材。

## 剧情
2022年，一颗彗星同地球相撞导致气候变化，地球上连续十余年没有降雨。到2033年时，所剩无几的水已有大部分被克斯里（Kesslee，马尔科姆·麦克道威尔饰）及其统领的水威力公司控制，并利用这些水号令天下。绰号“坦克妹”的蕾贝卡（Rebecca Buck，罗莉·佩蒂饰）是澳大利亚内陆荒原某公社成员，和他人一起运作这里最后一口尚未被水威力夺取的水井。不久，公社遭到水威力的武力攻击，坦克妹的男友理查德（Richard，布莱恩·温默饰）及另外多人被杀，坦克妹和朋友山姆（Sam，斯泰西·林恩·兰姆索沃饰）被擒。面对反叛意味十足的坦克妹，克斯里痛加折磨，决定不杀她，把她留作奴隶。飞机妹（娜奥米·沃茨饰）已被水威力奴役多年，早已放弃逃离水威力的梦想，是个性格内向但很有天赋的飞机技师，她希望坦克妹不要再做无谓的争扎去制造麻烦，但坦克妹拒绝服从。水威力使用各种酷折折磨犯人，例如将坦克妹推进长长的管道，并在管道里装满水。
神秘的袋鼠人潜入水威力的地盘，杀死多名守卫后又悄无声息地逃脱。克斯里用坦克妹为饵将袋鼠人引到开阔地，但克斯里被打成重伤，坦克妹和飞机妹也得以逃离。飞机妹从水威力偷走一架飞机，坦克妹也偷了辆坦克并大幅改装。两人从一个性格怪异的女子（安·库萨克饰）口中得知，山姆正在一家名叫液态银的性爱俱乐部工作。坦克妹等人成功潜入俱乐部，从恋童癖鼠脸（Rat Face，伊基·波普饰）手中救下山姆，然后用枪强迫俱乐部老板（安·麦格纽森饰）当众演唱科尔·波特的歌曲。但只过了不一会儿，水威力的部队冲进来，山姆再度被擒。坦克妹和飞机妹逃出俱乐部后在沙漠漫无目的的游荡，并意外发现袋鼠人的藏身地，原来这些袋鼠人都是超级战士，由自称先知约翰尼（Johnny Prophet）的男子创造，将人类和袋鼠的混合后变异而成。坦克妹和其中一个名叫波加（Booga，杰夫·科伯饰）的袋鼠人成为朋友，另一个名叫唐纳（Donner，斯科特·科菲饰）的袋鼠人则爱上了飞机妹。袋鼠人圣徒（艾斯-T饰）对两个女孩心存疑虑，反对袋鼠人同她们合作，但首领迪蒂（Deetee，雷格·E·凯蒂饰）决定让两个女孩前去夺取一船武器。飞机女和坦克女成功带回大批用来盛放武器的箱子，但大部分都是空的，其中一个箱子里还有先知约翰尼的尸体，女孩和袋鼠人意识到这是水威力步下的局。
坦克妹、飞机妹和袋鼠人潜入水威力，但遭到对手伏击。克斯里的躯体经过外科医生（吴汉章饰）重建，他还告诉对手，坦克妹身上带有窃听器，只是她对此毫不知情。迪蒂被杀后，袋鼠人仍然扭转了战局，飞机妹杀死了之前性骚扰她的斯莫中士（Sergeant Small，唐·哈维饰）。克斯里透露山姆已经被堵在水管中，里面的水位还在逐渐上升。坦克妹用坦克杀死克斯里，把山姆救了出来。电影的最后是水自由流动的动画镜头。坦克妹在前方驾船快速前进，拉着后面踩在滑板上的波加冲浪，然后从瀑布上直冲而下，嘴里发出欢乐的高呼。

## 主题

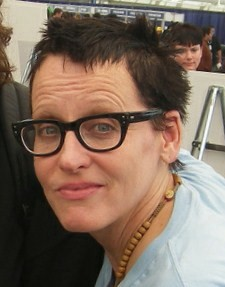
在片中扮演“坦克妹”的罗莉·佩蒂，摄于2008年。

黛博拉·卡特梅尔（Deborah Cartmell）在1997年的著作《垃圾美学：大众文化及其受众》（Trash Aesthetics: Popular Culture and Its Audience）中指出，虽然漫画中的坦克妹并不英勇，她走上反英雄的道路也非常偶然，但电影却采用经典的西方模式来描绘她的性格发展，并为她追寻自由和向水威力报复之举提供道德上的正当性，因为她亲眼目睹男友和“信赖的骏马”被残忍杀害，还看到公社的儿童被绑架，自己也在被擒后受到奴役。卡特梅尔还称，坦克妹同其他“当代后女权主义标志”性人物存在相似之处，不但性倾向方向明显以女性占主导，而且对那些“非法”的性行为模式（如自慰、性虐恋和女同性恋）较为熟悉，对待这些行为的态度也很冷静。
多米尼克·麦农（Dominique Mainon）在2006年的著作《现代亚马逊：屏幕上的女战士》（The Modern Amazons: Warrior Women On-Screen）中表示，本片的主题是反建制的，并且同其它许多漫画作品改编电影相比，《坦克女郎》中的女性已经不再是“毫无来由的性个体”，而是以“响当当的女权主义”独树一帜，仅有的共同点则是“受害人兼复仇者情绪的老生常谈”。在麦农看来，本片对传统的女性刻板形象抱嘲讽态度，坦克妹在遭受折磨的同时，却还能以妙语回击克斯里。到达液态银俱乐部后，计算机培训设备教导坦克妹取悦男性的方法，即去除体毛、化妆并戴假发。坦克妹对这些建议毫不理睬，对服装大加修饰后形成自己独有的风格。
欧内斯特·马塞斯（Ernest Mathijs）和杰米·塞克斯顿（Jamie Sexton）通过2011年的著作《邪典电影》（Cult Cinema）对表面看来有女权主义倾向的邪典电影本质加以探讨，质疑这些电影到底是有名副其实的女权主义思潮，还是只是这些电影引起的反响中带有女权主义立场。两位作者认为，《坦克女郎》就属“货真价实的女权主义邪典电影”，在他们看来，凯瑟琳·毕格罗和凱瑟琳·哈德威克的女权主义邪典电影就过于男性化，急于迎合市场对这类小众作品的既得印象。

## 制作

### 前期准备
1988年，距漫画《坦克女郎》在英国《最后期限》（Deadline）杂志连载还有约1年时，出版商汤姆·阿斯特（Tom Astor）就开始物色有兴趣将这部漫画改编成电影的制片厂。虽有包括新线影业在内的多家公司表明意向，但整个项目的进展却很缓慢。:16瑞秋·塔拉蕾（Rachel Talalay）在拍摄电影处女作《猛鬼街6》（Freddy's Dead: The Final Nightmare）期间从继女手中拿到《坦克女郎》漫画，并在拍摄间隙抽空阅读，对执导相应题材电影产生兴趣:17。她主动同阿斯特取得联系并获得制作电影的许可，但由于之后近一年都没有任何进展而打算放弃。塔拉蕾向安培林娱乐和哥伦比亚电影公司推荐项目，但两家公司都拒绝注资。沃尔特·迪斯尼公司虽有意向，但塔拉蕾没有接受，因为她觉得该公司出品的电影中不可能会允许包含剧情所需的暴力和性方面内容。影片最终由米高梅注资制作:20。电影制作期间，塔拉蕾同漫画的两名作者阿兰·马丁（Alan Martin）和杰米·休莱特（Jamie Hewlett）密切合作，并聘请凯瑟琳·哈德威克担任影片的艺术指导设计师。哈德威克当时相对来说还籍籍无名，所以制片公司对这一人选并不满意，质疑为何不找更有经验的设计师担此大任。为此塔拉蕾不得不同几位制片人会面，说服他们接受哈德威克加入。电影剧本由泰迪·色拉费安（Tedi Sarafian）执笔，这也是他首度参与电影制作，盖尔·塔特索尔（Gale Tattersall）获聘担任摄影师。剧组预计米高梅不会同意在电影中描绘人兽恋情，所以剧本中起初并没有坦克妹和波加的恋情，而是在角色形象已经深入人心后再在剧本第二或第三稿中加入。到了这个时候，波加“已经不只是袋鼠，而是人物，所以大家对这段恋情也就不再有异议”。:21

### 演员
米高梅在伦敦、洛杉矶和纽约为坦克妹的扮演人选举行公开海选。根据塔拉蕾的回忆，一些人对海选抱持怀疑态度，觉得这不过是宣传噱头。从一定程度上来说，这的确是宣传噱头，因为塔拉蕾曾要求米高梅请英国女明星艾米丽·劳伊德（Emily Lloyd）来饰演女主角，但因劳伊德不愿为本片剪去头发而作罢。最终入选的是美国女演员罗莉·佩蒂（Lori Petty），因为“她在生活中就是个疯子，（我们）要的就是这样的人”:33。米高梅给《最后期限》发去传真，请对方提供“理想的演员”名单，杂志社在回复中建议请马尔科姆·麦克道威尔出演克斯里，不过他们并没想到米高梅真的会根据这份建议同麦克道威尔联系:34。麦克道威尔在接受采访时表示，参加本片演出是一次愉快的体验，电影和《发条橙》风味相同，还称赞了塔拉蕾和佩蒂的表现:39。多位名人主动同塔拉蕾联系，希望能在电影中客串出镜，但导演希望避免这些客串人物的光芒盖过影片本身。最后片中只有两个客串出场人物，分别是伊基·波普诠释的鼠脸，以及安·库萨克（Ann Cusack）扮演的一个性格怪异的女子，其中库萨克的角色原订由比约克客串出演，但比约克之后退出，相应戏份经改写后改由库萨克出演。:35

### 摄制
《坦克女郎》的摄制过程於1994年6月20日開始，耗时6周:78，并在3个地点取景：沙漠镜头是在新墨西哥州唐娜安娜县的白沙（White Sands）拍摄；液态银俱乐部则是在亚利桑那州凤凰城某废弃购物商场搭建:55，其它所有场景都是在亚利桑那州图森方圆约64公里范围内取景:79。电影中的很多镜头都是在某个废弃的露天矿井拍摄，摄制工作还曾因化学品泄露而不得不暂停1天。剧组一度获许在矿井附近的泰坦导弹博物馆（Titan Missile Museum）拍摄片中大量水管的镜头，但就在拍摄前一天，馆方又撤回了许可。相应镜头因此只能改在废弃矿井的隧道中拍摄。此外，剧组在矿井内还找到许多新的取景地点。电影的主体拍摄工作于1994年9月27日结束，比原订日程超期两天，但预算没有超支:86。

### 特效

电影中经过坦克妹改装的坦克，上面的配件包括草坪躺椅和火箭筒等，坦克后方还可以看到1969年的凯迪拉克埃尔多拉多豪华轿车车尾。

漫画中的袋鼠人与袋鼠的相似度更高，但塔拉蕾希望由电影演员来扮演这些角色，而不是让替身演员伪装后出镜。为此她要求休莱特重新设计袋鼠人，令其与人类更加接近，并且能够表现出真人演员的面部表情:34。剧组向“所有化妆和特效界的大腕”发出邀请，曾参与《终结者》系列电影、《异形2》和《侏罗纪公园》特效制作的斯坦·温斯顿也在其中。据塔拉蕾表示，她当时虽然觉得温斯顿是最佳人选，但并没想到对方会真的有兴趣并同她联系:62，即便温斯顿表示有意加入时，她也觉得电影预算有限，根本请不起斯温顿的工作室。温斯顿对参与本片制作非常坚持，他在面谈时称，袋鼠人会成为“我们有机会创作的最棒的角色”:63，为此他主动将工作室的要价按以往正常标准减半，以期满足电影预算需要:63。电影中一共出现过8个袋鼠人，其中4个是主要角色，另外4个基本只在背景中出现。每个袋鼠人都有铰接式的耳朵和尾巴，可以通过遥控启动，即便只作为背景人物的袋鼠人也有机械控制的口鼻部，可以通过遥控或演员的嘴部动作启动。:68–69每个袋鼠人的化妆工作需耗费约4小时。电影拍摄期间，温斯顿工作室的3名技师需要负责每个袋鼠人关节部位的正常运作，所有袋鼠人的镜头都没有采用木偶或数字效果:82。
电影中坦克妹的坦克是一辆M5A1斯图亚特坦克。这辆坦克是制片商在本片开拍约12年前向秘鲁政府购买，已经在多部电影拍摄中使用。《坦克女郎》中的这辆坦克经过多项改装，如原本的37毫米反坦克炮以经过修整的旗杆替代，模拟105毫米炮的效果。坦克上还附有一整辆1969年的凯迪拉克埃尔多拉多（Cadillac Eldorado）豪华轿车，车尾焊接在坦克后方，挡泥板则焊在前方。:58–59

### 后期制作
为了拍摄片中一个性交后的镜头，剧组安排制作了一套带有假阴茎的“裸体袋鼠人套装”，但这个镜头最终在制片公司的坚持下被剪。据黛博拉·卡特梅尔记载，这个“性交后的场景”剪辑得非常精致。虽然塔拉蕾表示反对，但制片商还是对电影作出多项剪辑：克斯里折磨坦克妹的大量镜头被剪，理由是坦克妹在这些遭受折磨的镜头中显得“太丑”。同样被剪的还有坦克妹卧室的镜头，因为这个房间的装饰包括数十支假阴茎。坦克妹给一条香蕉套上避孕套然后扔向某军人的镜头也被剪除，电影原本的结局是真人场景，天空中开始下雨，坦克妹最后还在打嗝，但经过剪辑后改成最终上映版本的结局。

## 原声带
《坦克女郎》的原声带唱片由科特妮·洛芙编曲。原创配乐则是格里莫·瑞维尔（Graeme Revell）谱曲。歌曲由洛芙的洞穴乐队演出。邪教合唱团的格雷格·格拉芬（Greg Graffin）原订同琼·杰特一起表演二重唱，但之后因合同条款限制而被代替乐队的保罗·韦斯特伯格（Paul Westerberg）取代。Devo乐队是原著漫画的粉丝，他们为本片专门录制了歌曲的新版本。原声带中还收录有比约克的歌曲，这首歌之后还作为单曲发行。由于电影在票房上失利，比约克及其唱片公司都决定不在单曲的音乐视频中采用电影镜头。
洛芙主动同斯科特·韦兰德（Scott Weiland）取得联系，请他为电影原声带贡献一曲，韦兰德作为副业参与的壮丽杂种乐队（The Magnificent Bastards）于是特别录制了歌曲《知更鸟女孩》（Mockingbird Girl）。单面唱片的封面是某动画人物（看起来很像坦克妹）的躯干和大腿，还包含电影原声带唱片中的歌曲和。歌曲在美国主流摇滚排行榜上最高排到第27位，在现代摇滚曲目排行榜上则最高升至第12位。电影中还出现贝奥夫乐队（Beowülf）的歌曲《2分》（2￠），塔拉蕾期望能说服Restless唱片将这首歌也收入原声带，但公司没有接受她的建议。歌曲的音乐视频也由塔拉蕾导演，其中包含电影中的真人和动画片段。
电影的原声带唱片于1995年3月28日由华纳兄弟和埃里克特拉唱片公司发布，在公告牌二百强专辑榜中最高冲至第72名。1周后，《纽约》杂志发文称，这张唱片的关注度比电影本身还高。不过，淘儿唱片的罗恩·汉考克（Ron Hancock）称唱片销量不佳，认为这主要是因为电影在商业上的失败。欧文·格雷伯曼给予原声带好评，劳拉·巴塞拉（Laura Barcella）在著作《结局》（The End）中也有同样看法，称其为“90年代的女性摇滚”。网站的斯蒂芬·托马斯·厄尔温（Stephen Thomas Erlewine）则表示唱片“比电影强太多了”，他给予的评分为3星（最高5星）。
| 曲序     | 曲目     | 唱片艺人                 | 时长  |
| -------- | -------- | ------------------------ | ----- |
| 1.       | 《》     |                          | 1:42  |
| 2.       | 《》     | 比约克                   | 3:56  |
| 3.       | 《》     | 乐队                     | 3:51  |
| 4.       | 《》     | 壮丽杂种乐队             | 3:30  |
| 5.       | 《》     | L7乐队                   | 3:11  |
| 6.       | 《》     | 洞穴乐队                 | 3:50  |
| 7.       | 《》     | 灌木丛乐队（Bush）           | 3:23  |
| 8.       | 《》     |                          | 5:04  |
| 9.       | 《》     | 琼·杰特和保罗·韦斯特伯格 | 2:23  |
| 10.      | 《》     | Belly乐队                | 3:12  |
| 11.      | 《》     | 维露卡索尔特（Veruca Salt）         | 4:03  |
| 12.      | 《》     | 艾斯-                    | 3:54  |
| 总时长： | 总时长： | 总时长：                 | 41:58 |

电影中的其它歌曲
- 蕾切尔·斯威特（Rachel Sweet）的[26]
- 比约克的[26]
- 理查德·黑尔和巫毒小子（Richard Hell and the Voidoids）的《空白世代》（Blank Generation）[26]
- 面对面乐队（Face to Face）的《断连》（Disconnected）[27]
- 的《沉船》（Shipwrecked）[26]
- 艾萨克·海耶斯（Isaac Hayes）的《黑街神探主题》（Theme from Shaft）[10]
- 贝奥夫乐队的《2分》[26]
- 伊基·波普的[26]

## 发行

### 首映式和票房成绩

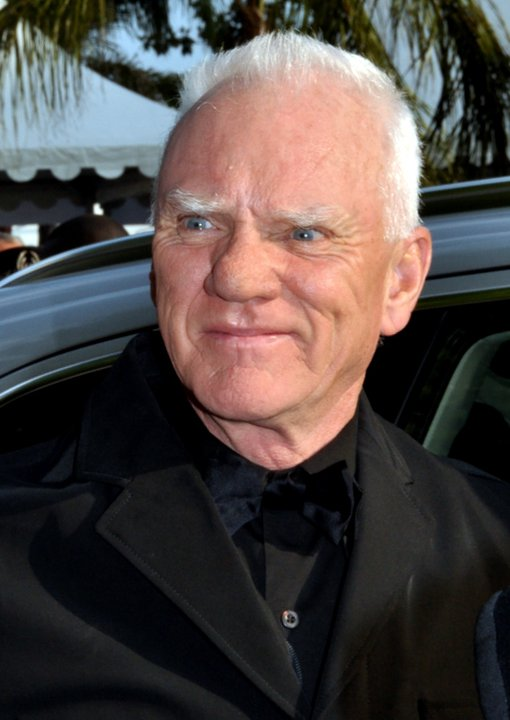
马尔科姆·麦克道威尔（摄于2011年）在片中扮演大反派克斯里

1995年3月30日，《坦克女郎》的首映式在曼恩中国戏院举行，约有1500人出席，其中包括塔拉蕾、佩蒂、艾斯-、麦克道威尔、沃茨和参加演出的另外多名演员。一同出席的还包括瑞贝卡·德·莫妮、劳伦·汤姆（Lauren Tom）、布兰登·费舍和贾森·西蒙斯（Jason Simmons）。身着片中水威力公司服装的男性工作人员在现场发放矿泉水，还有身穿液态银俱乐部服饰的女性发放3色棒棒糖、香烟糖和“坦克女郎”糖果项链。另外还有约400人在首映式后前往好莱坞罗斯福酒店，出席正式的余兴聚会。电影于次日开始在美国各地院线上映。
《坦克女郎》在全美1341家电影院上映，第一个周末共计进账201万8183美元，首周票房则为268万4430美元。但是，电影上映两周时的票房一共只有366万8762美元，最终在美国的总收入为406万4495美元。影片在国际市场的发行收入约为200万美元，相比之下，电影的制作预算为2500万美元。

### 专业评价
烂番茄网站收集有37篇针对《坦克女郎》的评论文章，其中只有14篇给出“新鲜”的正面评价，“新鲜度”仅38%，平均评分4.9（最高10分）。网站的共识评价这样写道：“《坦克女郎》虽然标新立异，但并没有什么特别巧妙或引人入胜之处，剧本中的俏皮话虽多，但都没有真正的诚意。”英国广播公司的拉马尔·哈菲尔达森（Lamar Hafildason）对影片的评分只有1星（最高5星），称：“遗憾的是，英国广播公司不会为只有一个词的评论支付稿酬，要是会的话，这篇评论就会简短得多：‘烦人’”。2001年，CL公司的马特·布伦森（Matt Brunson）给予本片1星半（最高4星）的评级，认为电影的摇滚配乐表现尚佳，还能对娜奥米·沃茨出道早期的表演有惊鸿一瞥，但这都不足以挽救这部电影在票房上惨败收场。罗杰·埃伯特给予《坦克女郎》的评分为2星（最高4星）。在他看来，电影的抱负和精力值得称道，但其中打动人心的力量却无法持续，并且过不了多久，电影中那种狂躁的能量就开始令人感到厌烦。
欧文·格雷伯曼对本片的评级为，认为佩蒂的演出是这部“业余”电影中唯一的亮点。乔纳森·罗森鲍姆（Jonathan Rosenbaum）和珍妮特·马斯林（Janet Maslin）对电影有偏向正面的评价，罗森鲍姆宣称：“除非你是还没到青春期并且讨厌女孩的男孩，否则你就会觉得这部电影要比《永远的蝙蝠侠》有意思得多”。马期林则称赞佩蒂的演出为坦克妹一角增色不少，在原本颇显浮躁的角色中加入更多耐人寻味的东西。伦纳德·克拉迪（Leonard Klady）在《综艺》杂志发文，称电影空有引人入胜的节奏，但却缺乏动人的故事情节；佩蒂扮演的坦克妹虽有胆识，但还不足以成为世界末日之后的女英雄。

### 家用媒体
2001年4月10日，米高梅发行《坦克女郎》的。网站的亚伦·贝尔勒（Aaron Beierle）给予视频和音频品质的评级均为3星半（最高5星），但特别花絮评级只有半星，批评影碟中除电影外只收录有原版预告片。
呐喊工厂（Shout! Factory）收购了米高梅公司包括《坦克女郎》在内的多部电影版本，于2013年11月19日发行本片的蓝光版本影碟。其中的特别花絮除原版预告片外还包括制作特辑、由佩蒂和塔拉蕾解说的评论音轨，以及塔拉蕾、佩蒂和哈德威克的访谈。网站的杰弗里·考夫曼（Jeffrey Kauffman）对此版本的视频和音频均给予4星评级（最高5星），特别花絮的评级则有3星。网站的·艾诺伊斯·杜阿尔特（M. Enois Duarte）对此蓝光影碟的视频品质评级为3星半（最高5星），音频品质4星，花絮内容2星半。

## 影响及相关媒体作品

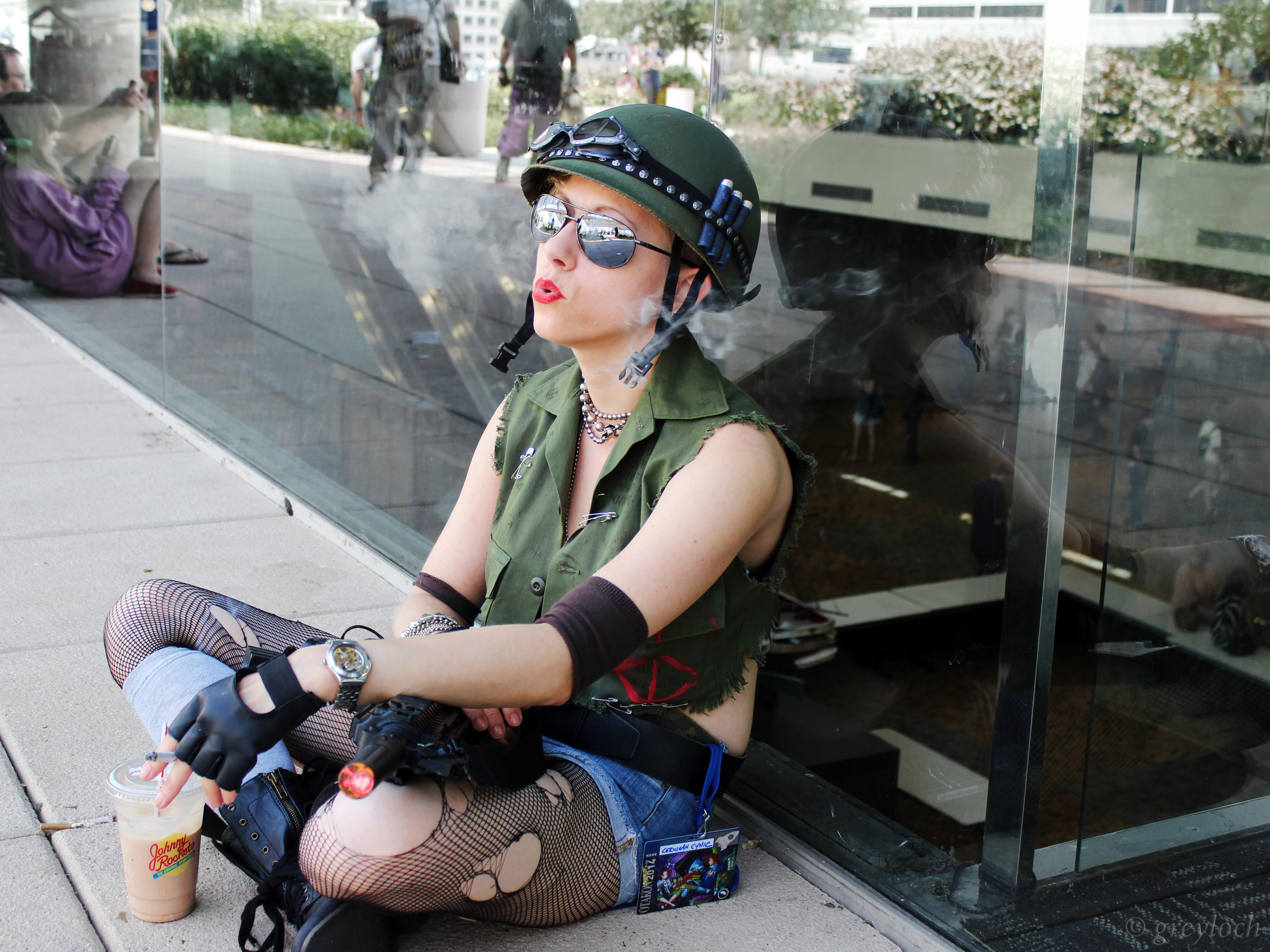
坦克妹Cosplay，摄于2014年。

面对逐渐下滑的订阅率，《最后期限》杂志在1994至1995年间多次使用坦克妹作为封面人物，希望改编电影的上映能为杂志销量带来突破。汤姆·阿斯特之后表示，电影的发行“很有帮助，但也有些得不偿失，（漫画）失去部分邪典爱好者（支持）的同时，也没得到任何主流媒体青眼相看。”:255杂志于1995年下半年停刊:257。阿兰·马丁和杰米·休莱特此后一直对这部电影的创作持负面态度，称参与本片制作是他们“不堪回首的痛苦往事”。根据休莱特的回忆：“剧本不怎么样”，“我和阿兰反复改写，加入《格兰其山》（Grange Hill）和班尼·希尔的喜剧元素，但他们显然都不明白。他们漏拍了大概10场重要戏码，以至于我们只能用动画加进去……这样的经历让人感觉糟透了”。塔拉蕾则批评制片商对电影包括剧情在内的多个方面干涉太多。据她所说，当时她已经同马丁和休莱特在许多方向达成共识，但制片公司之后主导了电影的后期剪辑，剪掉了大量内容，对此她没有控制权。1995年，彼得·米利根（Peter Milligan）创作的改编漫画面世，马丁·米拉尔（Martin Millar）根据电影改编创作的小说于1996年发行。
虽然在商业和评论上都是失败之作，但《坦克女郎》却得到邪典受众的追捧。佩蒂扮演的坦克妹至今仍是活动中的热门人物。艾薇儿·拉维尼2013年歌曲《摇滚万岁》的音乐视频受到本片的显著影响。2013年发行的电影蓝光影碟中收录有针对佩蒂的采访，面对电影为何还能引起影迷共鸣的问题她回答：“《坦克女郎》为何会如此精彩，何以会令他人如此流连忘返，这样的问题并没有标准答案……这部电影独一无二、开拓创新而且领先于它的时代，我很高兴自己能够参与其中，并且我也会永远钟爱于她”。英国广播公司的卢克·巴克马斯特（Luke Buckmaster）于2015年将本片列入“十部最古怪的超级英雄电影”，他在评价中称：“从最好的角度来说，导演瑞秋·塔拉蕾捕捉到一种招摇的蒸汽朋克氛围，事实证明，这种氛围虽然古怪，但却容易令人上瘾”。
2019年9月，據報導，女演員瑪歌·羅比的製片公司LuckyChap娛樂從米高梅手中取得了《坦克女郎》的電影版權，正在籌備一部重啟作。

## 扩展阅读
- Milligan, Peter. . DC Comics. 1995. ISBN 978-1-56389-219-6.
- Millar, Martin. . Penguin Group. 1996. ISBN 978-0-14-024876-0.